# Православное епископское собрание Австрии

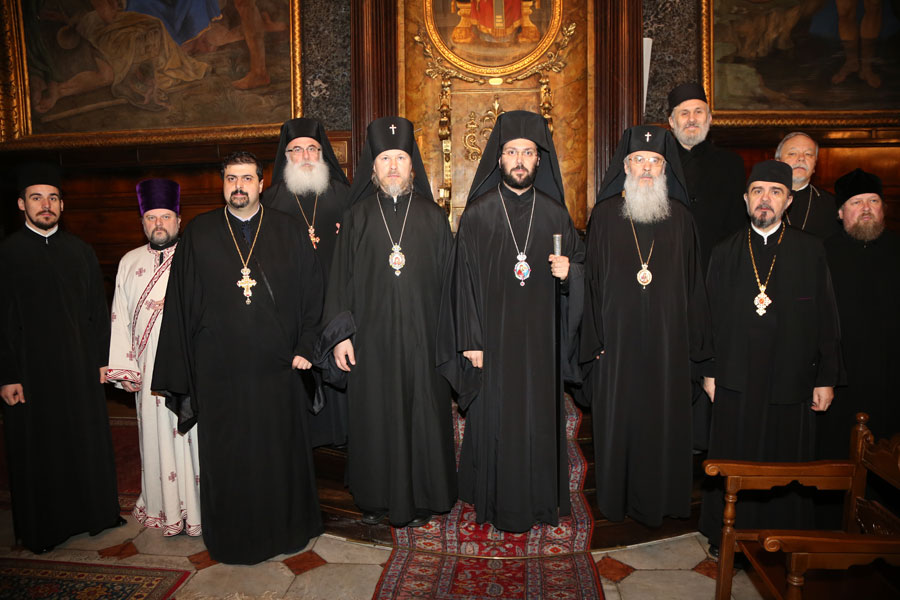

Православное епископское собрание Австрии — координационный орган православных епископов, представляющий Православную Церковь на территории Австрии.
С сентября 2018 года Московский патриархат в одностороннем порядке прекратил своё участие в епископском собрании.

## История
8 октября 2010 года в силу резолюции IV Всеправославного Предсоборного совещания, в Вене состоялось учредительное заседание Православного епископского собрания Австрии.
26 апреля 2011 года в резиденции греческого митрополита Австрии Михаила (Стаикоса) (Константинопольский Патриархат) прошло очередное заседание. На собрании, помимо епископата, присутствовали протоиерей Любомир Леонтинов из Берлина как представитель Болгарского Патриархата, настоятель собора Свт. Николая в Вене протоиерей Владимир Тыщук, настоятель болгарской церкви Св. Иоанна Рыльского в Вене протоиерей Иван Петкин, настоятель румынской церкви Воскресения Христова в Вене протоиерей Николай Дура и секретарь Венской и Австрийской епархии, клирик собора Свт. Николая в Вене протодиакон Виктор Шиловский. На совещании обсуждались вопросы связанные с государственным признанием Православного епископского собрания в Австрии, а также православных епархий и приходов. Далее поднимались вопросы преподавания Закона Божия в школах, духовного окормления армии, больниц и тюрем. По окончании совещания все присутствующие были приняты Президентом Австрии доктором Хайнцем Фишером.

## Состав собрания
- митрополит Австрийский Арсений (Кардамакис) (Австрийская митрополия Константинопольского Патриархата);
- епископ Алексий (Заночкин) (Венская и Австрийская епархия Московского Патриархата);
- епископ Андрей (Чилерджич) (Австрийско-Швейцарская епархия Сербского Патриархата);
- митрополит Серафим (Жоантэ) (Румынский Патриархат);
- митрополит Антоний (Михалев) (Западно- и Среднеевропейская епархия Болгарского Патриархата)

### Структура
- митрополит Австрийский Арсений (Кардамакис) — председатель
- епископ Алексий (Заночкин) — заместитель председателя